# Élections sénatoriales de 2023 dans les Pyrénées-Orientales
Les élections sénatoriales de 2023 dans les Pyrénées-Orientales ont lieu le dimanche 24 septembre 2023. Elles ont pour but d'élire les deux sénateurs représentant le département au Sénat pour un mandat de six années.

## Contexte départemental
Lors des élections sénatoriales de 2017 dans les Pyrénées-Orientales, deux LR, François Calvet et Jean Sol ont été élus.
Depuis, tous les effectifs du collège électoral des grands électeurs ont été renouvelés, avec les élections législatives de 2022, les élections régionales de 2021, les élections départementales de 2021 et les élections municipales de 2020.

## Sénateurs sortants
| Sénateur | Sénateur        | Parti | Fonctions lors de l'élection en 2017                     |
| -------- | --------------- | ----- | -------------------------------------------------------- |
|          | François Calvet | LR    | Sénateur sortant, maire du Soler                         |
|          | Jean Sol        | LR    | Conseiller départemental, conseiller municipal de Bompas |

## Présentation des candidats et des suppléants
Les nouveaux représentants sont élus pour une législature de 6 ans au suffrage universel indirect par les 1 284 grands électeurs du département. Dans la Pyrénées-Orientales, les sénateurs sont élus au scrutin majoritaire plurinominal. Le nombre reste inchangé, deux sénateurs sont à élire. 
| T/S | Candidats | Candidats              | Parti | Principales fonctions                                      |
| --- | --------- | ---------------------- | ----- | ---------------------------------------------------------- |
| T   |           | Charles Pons           | RN    | Au maire de Perpignan                                      |
| S   |           | Dominique d'Agnello    | RN    |                                                            |
|     |           |                        |       |                                                            |
| T   |           | Anthony Gouman         | LVS   |                                                            |
| S   |           | Marie-Christine Gouman | LVS   |                                                            |
|     |           |                        |       |                                                            |
| T   |           | Marie Bach             | RN    | Adjointe au maire de Perpignan                             |
| S   |           | Alban Muller           | RN    |                                                            |
|     |           |                        |       |                                                            |
| T   |           | Robert Garrabé         | PS    | Conseiller départemental, maire de Saint-Jean-Pla-de-Corts |
| S   |           | Éliane Jarycki         | PS    | Conseillère régionale                                      |
|     |           |                        |       |                                                            |
| T   |           | Lauriane Josende       | LR    | Adjointe au maire de Sainte-Marie-la-Mer                   |
| S   |           | Alain Dario            | LR    | Maire de Peyrestortes                                      |
|     |           |                        |       |                                                            |
| T   |           | Jean Sol               | LR    | Sénateur sortant, conseiller départemental                 |
| S   |           | Carole del Poso        | LR    | Conseillère municipale de Saint-Cyprien                    |
|     |           |                        |       |                                                            |
| T   |           | Lola Beuze             | PCF   | Conseillère départementale                                 |
| S   |           | Pierre Serra           | PCF   | Conseiller municipal                                       |
|     |           |                        |       |                                                            |
| T   |           | François Ferrand       | LFI   | Conseiller municipale de Prades                            |
| S   |           | Sylvie Ventura Cid     | LFI   |                                                            |
|     |           |                        |       |                                                            |
| T   |           | Jean-Marc Panis        | EÉLV  |                                                            |
| S   |           | Céline Davesa          | EÉLV  | Maire de Passa                                             |

## Résultats
| Candidats                | Candidats                | Parti                    | Nuance                   | Premier tour | Premier tour | Second tour | Second tour |
| Candidats                | Candidats                | Parti                    | Nuance                   | Voix         | %            | Voix        | %           |
| ------------------------ | ------------------------ | ------------------------ | ------------------------ | ------------ | ------------ | ----------- | ----------- |
|                          | Lauriane Josende         | LR                       | LR                       | 563          | 44,68        | 662         | 52,92       |
|                          | Jean Sol                 | LR                       | LR                       | 529          | 41,98        | 591         | 47,24       |
|                          | Robert Garrabé           | PS                       | SOC                      | 447          | 35,48        | 462         | 36,93       |
|                          | Charles Pons             | RN                       | RN                       | 234          | 18,57        | 186         | 14,87       |
|                          | Lola Beuze               | PCF                      | COM                      | 142          | 11,27        | 123         | 9,83        |
|                          | Marie Bach               | RN                       | DVD                      | 82           | 6,51         | Retrait     | Retrait     |
|                          | Marc Panis               | EÉLV                     | VEC                      | 80           | 6,35         | Retrait     | Retrait     |
|                          | François Ferrand         | LFI                      | FI                       | 36           | 2,86         | 28          | 2,24        |
|                          | Anthony Gouman           | LVS                      | DIV                      | 4            | 0,32         | Retrait     | Retrait     |
|                          |                          |                          |                          |              |              |             |             |
| Suffrages exprimés       | Suffrages exprimés       | Suffrages exprimés       | Suffrages exprimés       | 1260         | 99,13        | 1251        | 98,74       |
| Votes blancs             | Votes blancs             | Votes blancs             | Votes blancs             | 10           | 0,79         | 10          | 0,79        |
| Votes nuls               | Votes nuls               | Votes nuls               | Votes nuls               | 1            | 0,08         | 6           | 0,47        |
| Total                    | Total                    | Total                    | Total                    | 1271         | 100          | 1267        | 100         |
| Abstention               | Abstention               | Abstention               | Abstention               | 13           | 1,01         | 17          | 1,32        |
| Inscrits / participation | Inscrits / participation | Inscrits / participation | Inscrits / participation | 1 284        | 98,99        | 1 284       | 98,68       |